# Reichszentrale zur Bekämpfung der Homosexualität und der Abtreibung

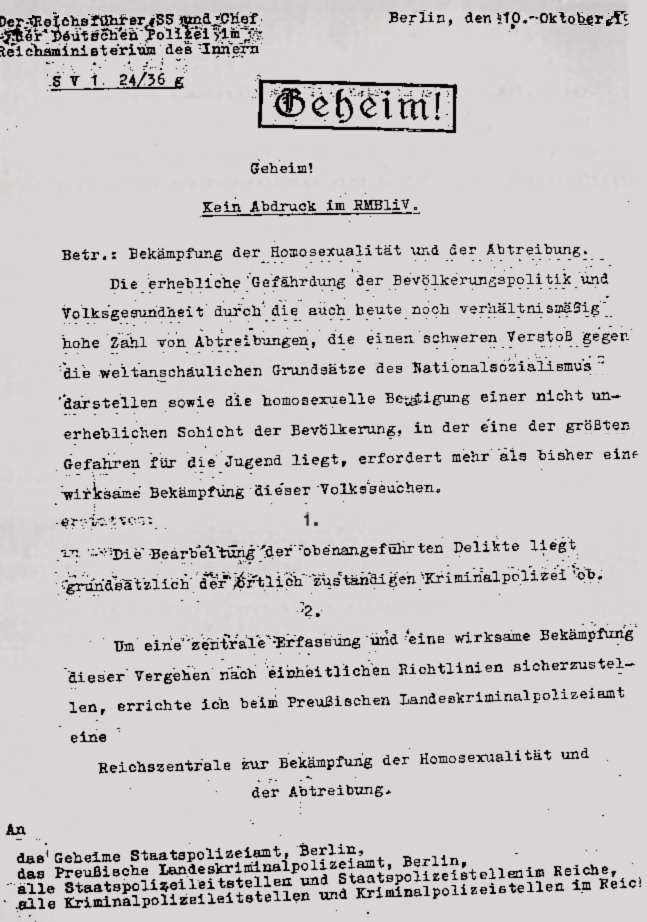
Il decreto segreto riguardante l'istituzione del "Reichszentrale".

La Reichszentrale zur Bekämpfung der Homosexualität und der Abtreibung (Ufficio centrale del Reich per la lotta all'omosessualità e all'aborto) è stata lo strumento organizzativo centrale della Germania nazista per la persecuzione degli omosessuali e la lotta contro l'aborto, considerati come esser due tra i maggiori crimini contro la purezza della razza ariana.
A partire dal 1934 esisteva un servizio speciale contro l'omosessualità alle dirette dipendenze della Gestapo, la polizia segreta di Stato, allora sotto il comando di Hermann Göring.
Nel quadro di attuazione del decreto sulla "Gesetz zur Verhütung erbkranken Nachwuchses" (Legge per la prevenzione della prole geneticamente malata) dal 18 luglio 1935 applicato a tutti i medici, le ostetriche e tutte le altre autorità sanitarie coinvolte l'obbligo di segnalare ogni tentativo di aborto procurato, aborto spontaneo o parto prematuro avvenuto prima delle 32 settimane di gestazione. Tutte le autorità sanitarie operavano inoltre in stretta collaborazione con la polizia giudiziaria per prevenire gli aborti illegali. 
Allo stesso tempo veniva praticata la sterilizzazione forzata per tutte quelle categorie considerate inferiori e non degne di vivere.

## Storia
La Reichszentrale è stata creata il 10 ottobre 1936 per decreto speciale del Reichsführer-SS Heinrich Himmler. La sua creazione è stato il segno della ripresa virulenta della persecuzione contro gli omosessuali dopo la relativa calma sopravvenuta a seguito dei Giochi della XI Olimpiade, le olimpiadi estive del 1936 svoltesi proprio a Berlino. Il compito primario della Reichszentrale è stata la raccolta di dati nei riguardi delle persone omosessuali, la schedatura di tutti gli "invertiti" presenti all'interno del Terzo Reich.
L'archiviazione centrale dei dati ha permesso così alla Reichszentrale di coordinare ed iniziare la persecuzione di massa e la relativa punizione da infliggere a chi si era venuto a macchiare di un tale spregevole crimine. Per fare questo, ha avuto a sua disposizione squadre speciali da sguinzagliare, sotto il diretto coordinamento centrale, che poteva anche al bisogno effettuare esecuzioni capitali immediate sul posto. Nel 1940 la sezione aveva già in suo possesso i dati personali (vita, lavoro residenza, conoscenze) di almeno 41.000 omosessuali i quali furono presto indagati e condannati.
Tra il 1936 e il 1938 l'ufficiale delle SS Josef Meisinger è stato il direttore della sezione, situata alla sede centrale della Gestapo. In seguito è stato condotto dal consulente criminologo Erich Jacob. Nel mese di luglio del 1943, Jacob divenne direttore del reparto di criminologia ed ha cominciato a lavorare accanto al psichiatra e neurologo nazista Carl-Heinz Rodenberg, che ha assunto il ruolo di direttore scientifico. Nel 1943 un gruppo di 17 sottoposti era a completa disposizione 24 ore su 24 di entrambi i dirigenti. La raccolta di documenti, che si ritiene abbiano raggiunto la cifra totale di circa 100.000 cartelle, è stato distrutto con ogni probabilità negli ultimi giorni della guerra.
In una campagna avviata nel 1937 contro la Chiesa cattolica, anche molti sacerdoti e monaci sono stati arrestati con l'accusa di aver compiuto atti omosessuali.